# Ødegaard
Ødegaard er et norsk efternavn.
Kendte personer med dette efternavn omfatter:
- Martin Ødegaard (født 1998), fodboldspiller fra Norge
- Thomas André Ødegaard (født 1971), tidligere fodboldspiller (målmand) fra Norge